# Sandskär (Haparanda)
Sandskär (Fins: Sanskeri) is een Zweeds eiland van 4 km² in het Zweeds deel van het noorden van de Botnische Golf, ten oosten van Malören. Het is een natuurreservaat met daarbij een kleine kapel, en maakt deel uit van de Natura 2000.
Het eiland maakt deel uit van de plaatselijke scherenkust en het nationaal park Haparanda Skärgård. Vanuit Haparanda hamn worden boottochten naar het eiland georganiseerd. Sandskär heeft echter geen haven, men landt bij Nordrevet, een zandbank. Men kan overnachten in schuilcabines bij een visserskamp Kumpula. Bestuurlijk valt het eiland onder de gemeente Haparanda en provincie Norrbottens län. Sandskär hoogste punt is nog geen 50 meter. Bij Sandskär liggen ook Kajava, Islandet (Iislanti) en Korkea waarvan de laatste twee ook vogelparken zijn.
Sandskär is ongeveer 1500 jaar geleden ontstaan toen het gebied begon te stijgen met 85 cm per eeuw doordat het ijs aan het eind van de ijstijd weg smolt (postglaciale opheffing); ook nu wordt het eiland jaarlijks een beetje groter.
Het reservaat is 9,998 km² groot en bestaat voor 99 % uit water. De 1 % land wordt verzorgd door de eilanden Letto en Ylikari, twee zanderige eilanden aan de oostkant van het reservaat met hier en daar wat begroeiing. Op de eilanden groeit als vaker in de regio de primula nutans, maar ook de zeldzame Artemisia campestris subsp. Bottnica. 